# Messina Challenger 1980
Il Messina Challenger 1980 è stato un torneo di tennis facente parte della categoria ATP Challenger Series nell'ambito dell'ATP Challenger Series 1980. Il torneo si è giocato a Messina in Italia dal 24 al 30 settembre 1980 su campi in terra rossa.

## Vincitori

### Singolare
Anders Järryd ha battuto in finale  Chris Mayotte con il punteggio di 6–4, 5–7, 6–2

### Doppio
Ernie Ewert /  Brad Guan hanno battuto in finale  Gianni Marchetti /  Enzo Vattuone con il punteggio di 6–3, 6–4